# Blechkuchen

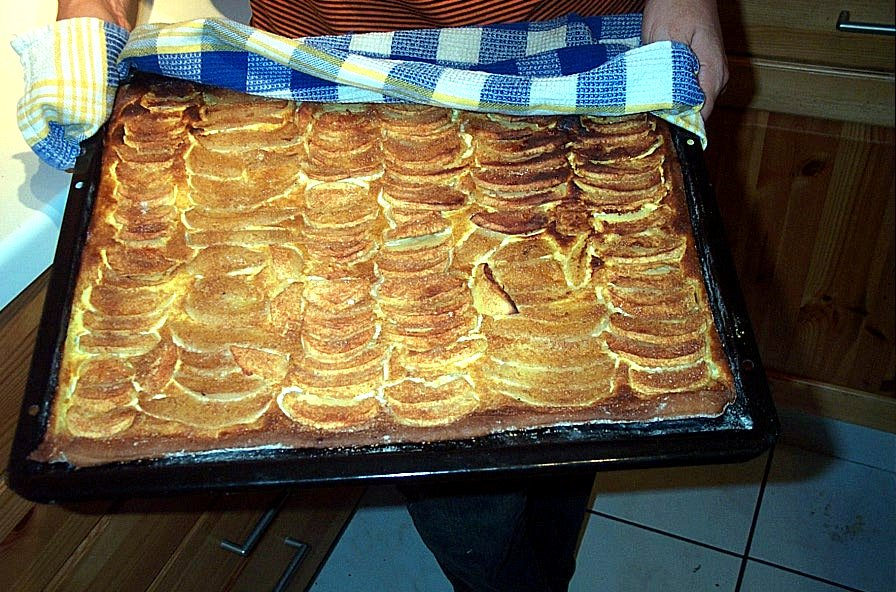
Apfelwähe

Als Blechkuchen (u. a. in Thüringen und Österreich auch Plattenkuchen) werden flache Kuchen zusammengefasst, die auf einem Backblech gebacken werden. Sie können süß oder pikant sein (mit Auflagen aus Gemüse, Fleisch und/oder Käse).
Blechkuchen bringen einen wirtschaftlichen Vorteil gegenüber den in Backformen gebackenen Kuchen und Torten, da sie die gesamte Backfläche der Backöfen ausnutzen. Für Blechkuchen gibt es mehrere standardisierte Blechgrößen nach DIN-Norm von 380–980 mm × 580 mm. Blechkuchen gibt es mit einer großen Auswahl an Auflagen, Aufstreu oder Aufstrichen wie beispielsweise Streusel, Mandeln, Obst, Obsterzeugnisse, Stärkekrem, Zubereitungen mit Mohn, Quark u. a.
Es handelt sich durchweg um Schnittkuchen, deren Grundlage Sandmasse, Hefe- oder Mürbeteig, in Ausnahmefällen Blätterteig ist, worauf gewöhnlich eine Auflage aufgebracht wird. So wird beispielsweise Pizzateig nicht nur als runder Fladen, sondern auch als Blechkuchen ausgerollt.
Blechkuchen sollten erst nach dem Backen geschnitten werden, wenn sie bis in den Kern ausgekühlt sind, um glatte Schnittflächen zu erhalten.

## Bekannte Varianten
Blechkuchen aus Hefefeinteigen sind Eierschecke, Apfel-, Zwetschgen-, Rhabarberkuchen, Bienenstich, Schmandkuchen, Butterkuchen, Streuselkuchen u. a.
Blechkuchen mit pikanten Auflagen sind Zwiebelkuchen, Speckkuchen, Pizza vom Blech u. a.
Blechkuchen mit Rührmasse sind beispielsweise Donauwelle, Rosenkuchen, Pfundkuchen.
Der niederländische Butterkuchen ist ein Blechkuchen aus Mürbeteig.

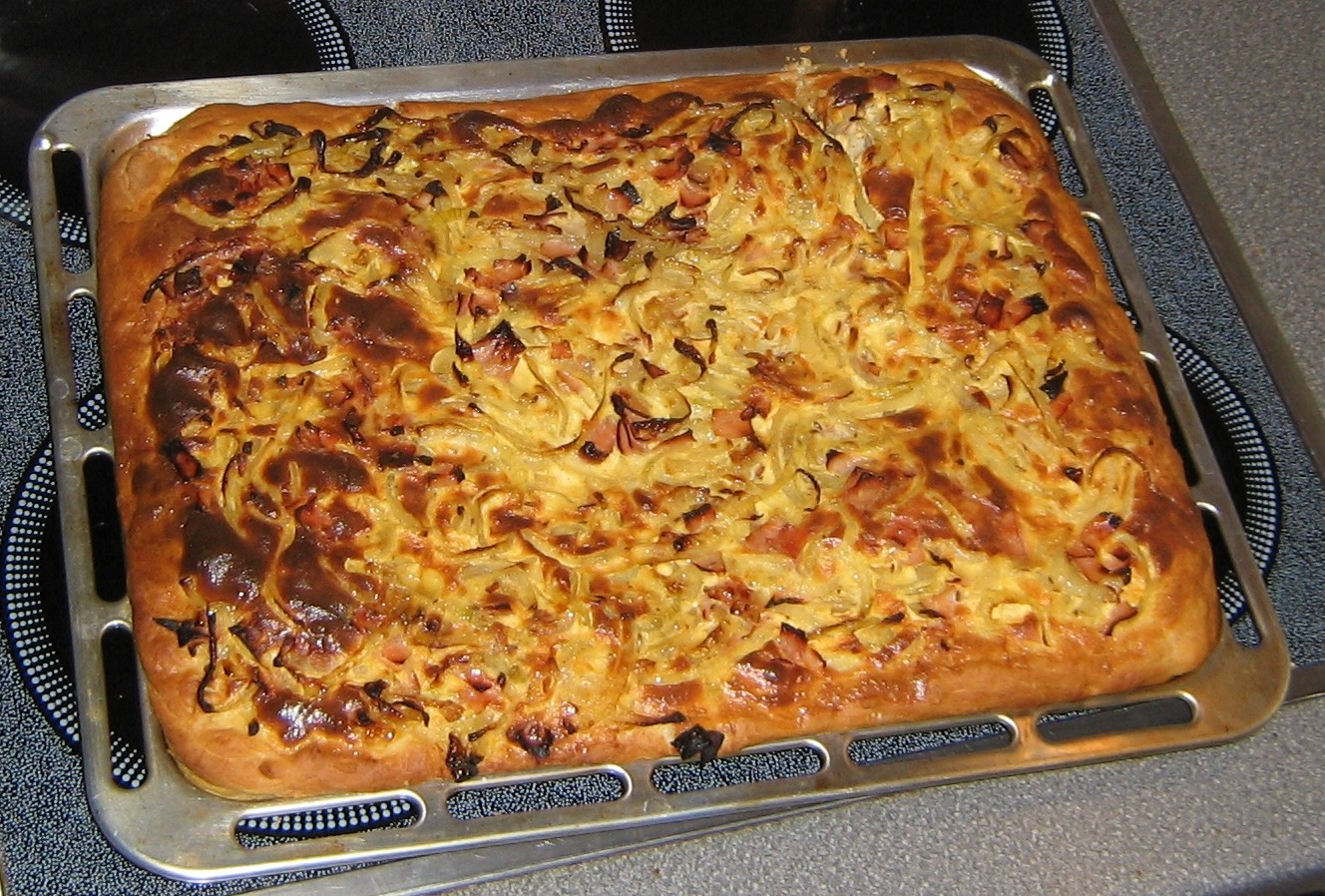
Zwiebelkuchen
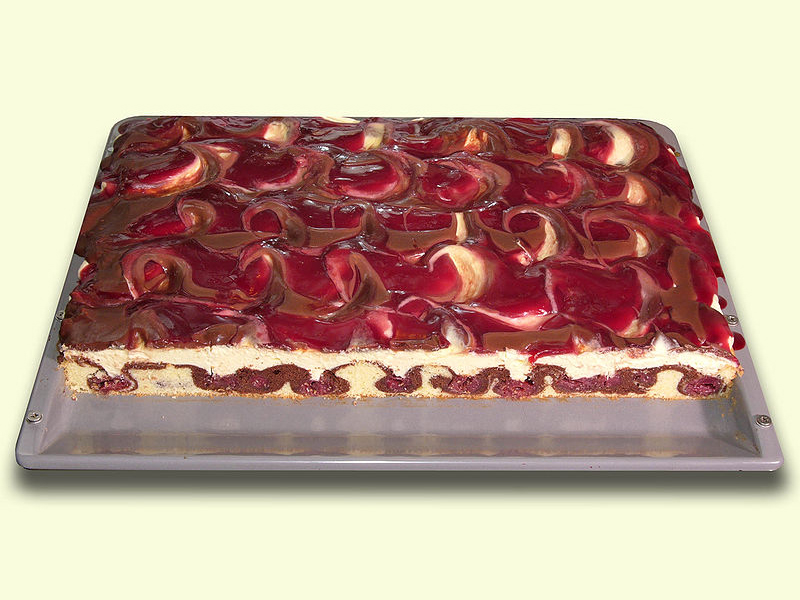
Donauwelle
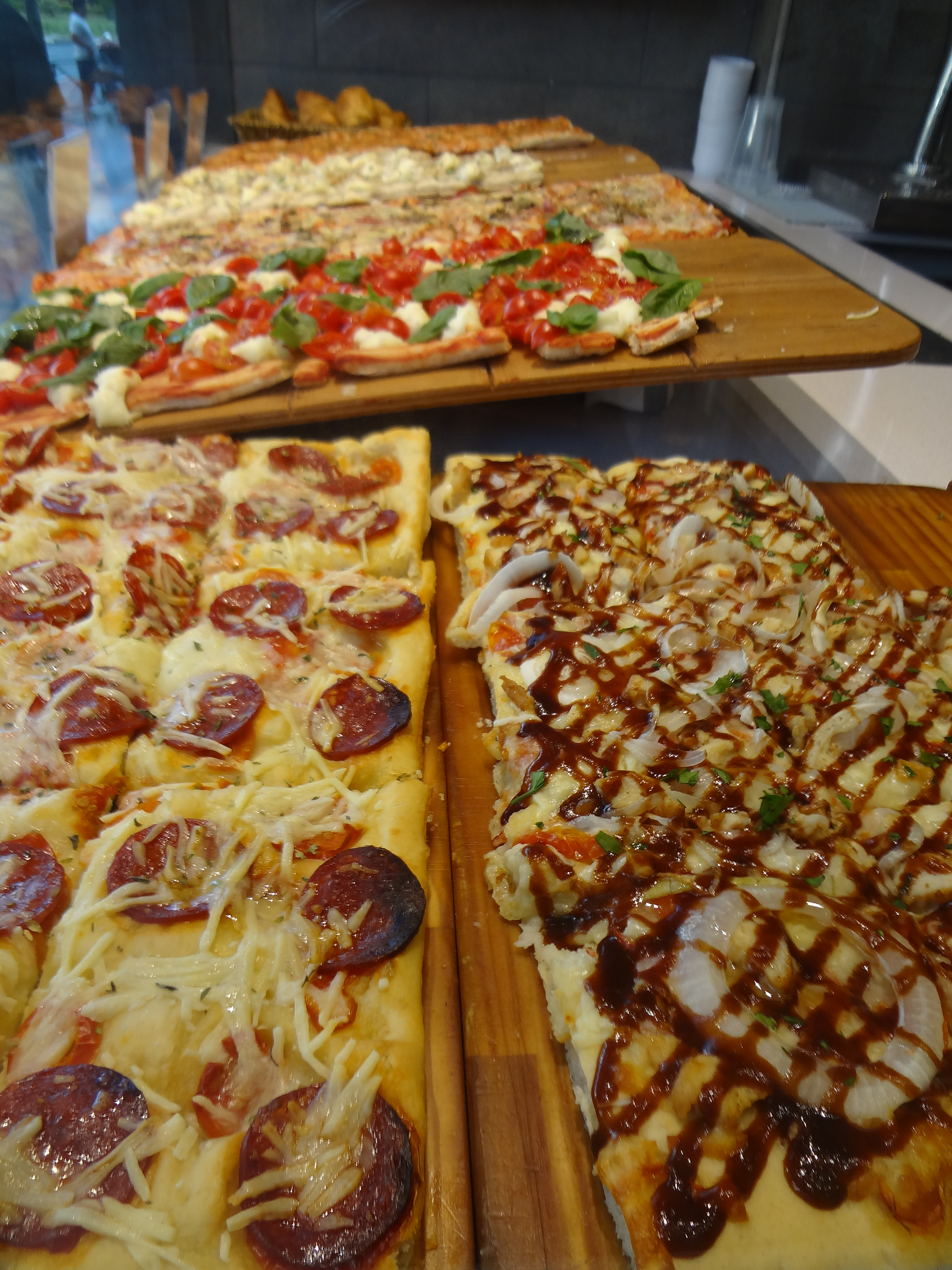
Pikante Blechkuchen
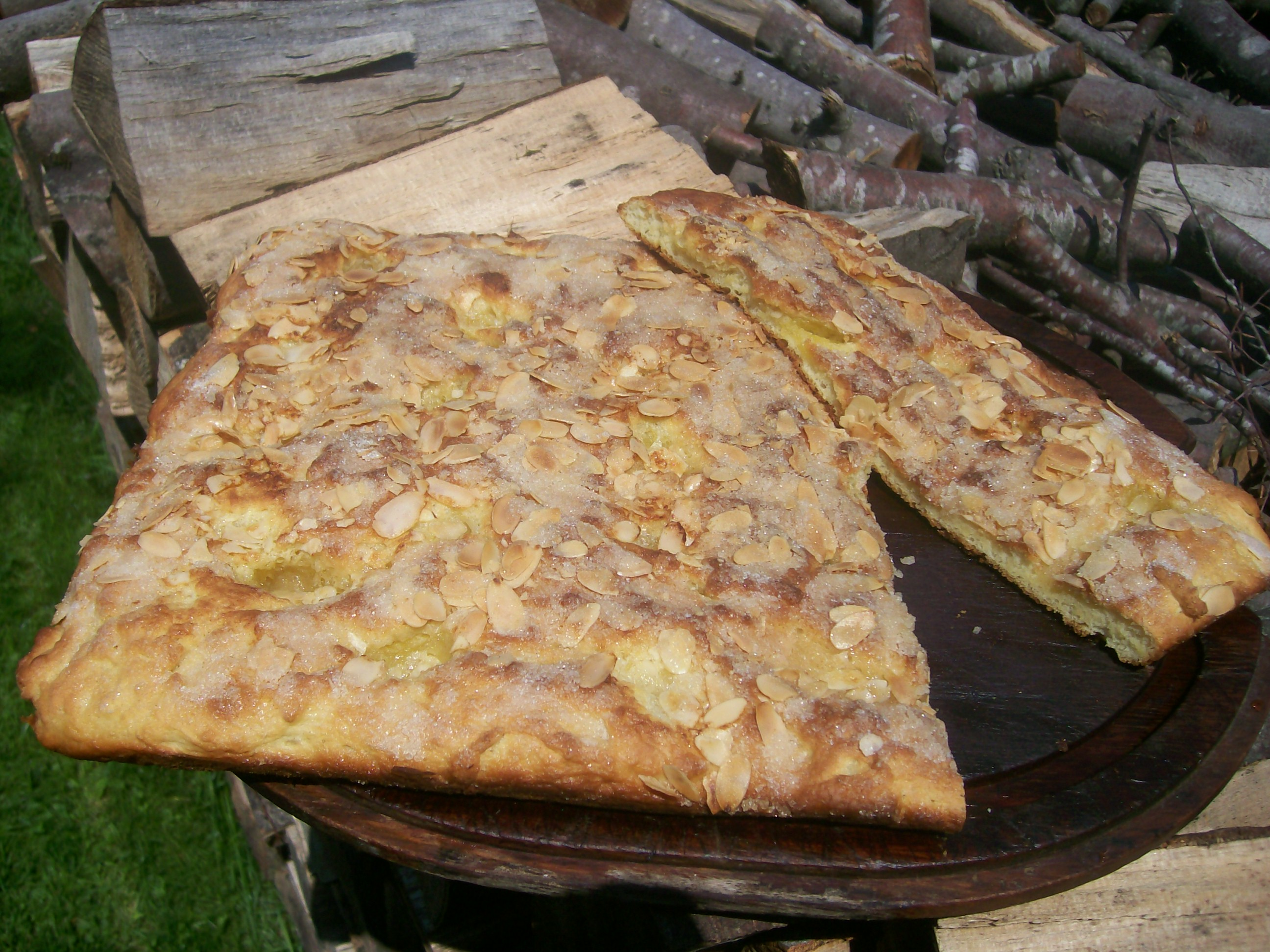
Butterkuchen
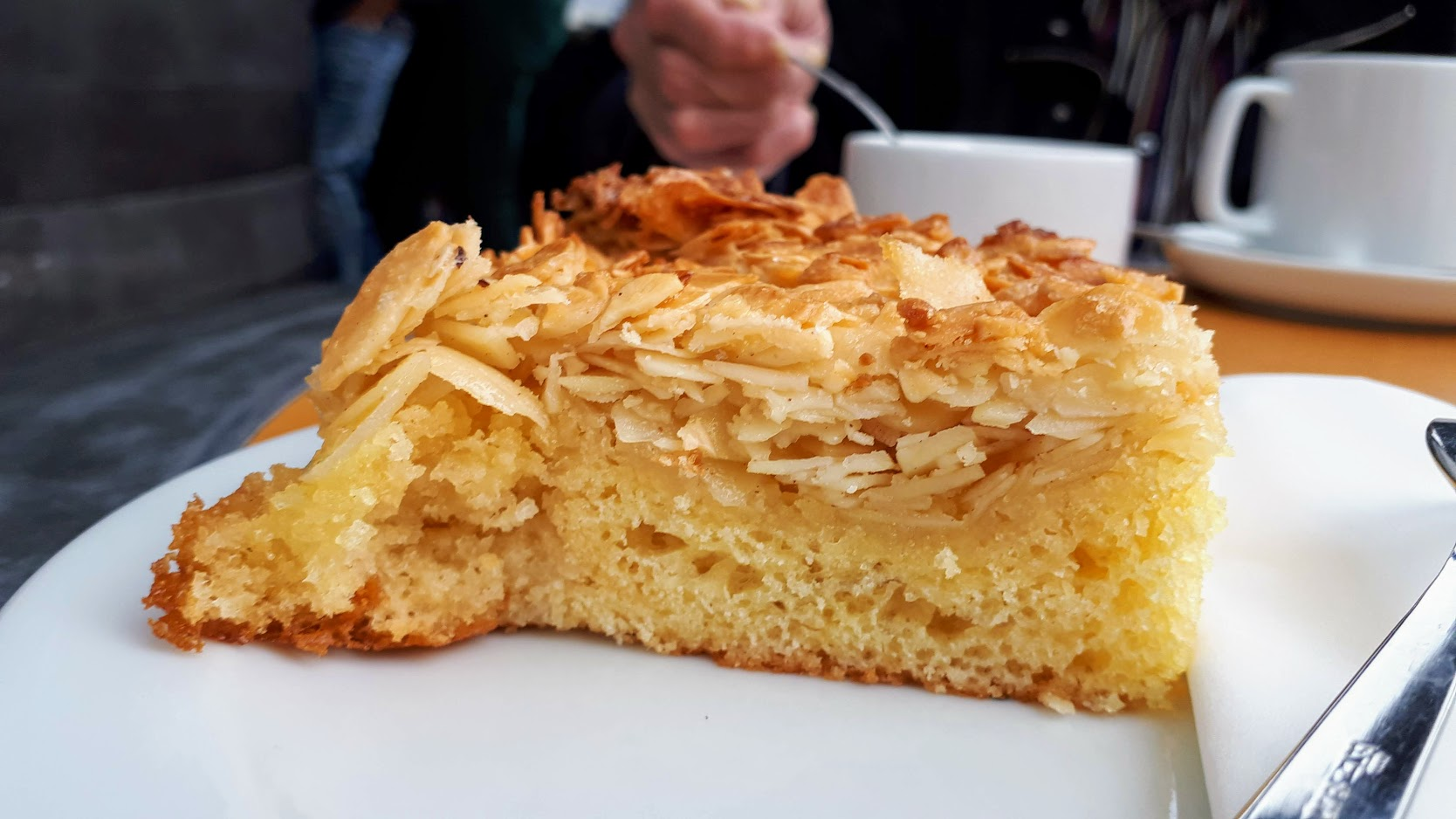
Gedeckter Mandelkuchen, Butterkuchen, Blechkuchen